# Campeonato de Primera División C 1978 (Argentina)
El Campeonato de Primera División C 1978 fue la cuadragésima cuarta temporada del certamen de la tercera categoría del fútbol argentino. Se disputó entre el 4 de febrero y el 25 de noviembre de 1978.
Los nuevos participantes fueron Talleres (RE), Central Córdoba (R), Deportivo Morón y Comunicaciones , descendidos de la Primera B 1977, y General Lamadrid, campeón de la Ronda Final de la Primera D 1977.
El certamen consagró campeón por segunda vez en la categoría a Talleres (RE), que obtuvo el único ascenso de la temporada.

## Ascensos y descensos
| Pos. | Ascendidos de la Primera C 1977 |
| ---- | ------------------------------- |
| 1º   | Sarmiento de Junín              |

| Pos. | Descendidos de la Primera B 1977 |
| ---- | -------------------------------- |
| 16º  | Talleres (RE)                    |
| 17º  | Central Córdoba (R)              |
| 18º  | Deportivo Morón                  |
| 19º  | Comunicaciones                   |

| Pos. | Ascendidos de la Primera D 1977 |
| ---- | ------------------------------- |
| 1º   | General Lamadrid                |

| Pos. | Descendidos de la Primera C 1977 |
| ---- | -------------------------------- |
| 17º  | J.J. Urquiza                     |
| 18º  | Victoriano Arenas                |
| 19º  | Villa San Carlos                 |

## Formato
Los equipos se enfrentaron bajo el sistema de todos contra todos a 2 ruedas. El equipo con mayor puntaje se consagró campeón y obtuvo el ascenso.
Los equipos posicionados en los dos últimos lugares de la Tabla de posiciones descendieron.

## Tabla de posiciones
| Pos. | Equipo                   | Pts. | PJ | PG | PE | PP | GF  | GC | Dif. |
| ---- | ------------------------ | ---- | -- | -- | -- | -- | --- | -- | ---- |
| 1.º  | Talleres (RE)            | 68   | 38 | 32 | 4  | 2  | 118 | 30 | 88   |
| 2.º  | Deportivo Morón          | 60   | 38 | 26 | 8  | 4  | 74  | 34 | 40   |
| 3.º  | Deportivo Español        | 53   | 38 | 21 | 11 | 6  | 75  | 42 | 33   |
| 4.º  | Excursionistas           | 48   | 38 | 19 | 10 | 9  | 73  | 44 | 29   |
| 5.º  | Central Córdoba (R)      | 48   | 38 | 17 | 14 | 7  | 55  | 33 | 22   |
| 6.º  | Deportivo Merlo          | 47   | 38 | 17 | 13 | 8  | 70  | 51 | 19   |
| 7.º  | Barracas Central         | 45   | 38 | 17 | 11 | 10 | 50  | 41 | 9    |
| 8.º  | Tristán Suárez           | 40   | 38 | 15 | 12 | 11 | 74  | 63 | 11   |
| 9.º  | Argentino de Rosario     | 39   | 38 | 12 | 15 | 11 | 61  | 57 | 4    |
| 10.º | Defensores Unidos        | 35   | 38 | 12 | 11 | 15 | 70  | 57 | 13   |
| 11.º | Comunicaciones           | 33   | 38 | 11 | 11 | 16 | 45  | 54 | −9   |
| 12.º | Dock Sud                 | 33   | 38 | 11 | 11 | 16 | 46  | 60 | −14  |
| 13.º | Deportivo Riestra        | 33   | 38 | 13 | 7  | 18 | 51  | 69 | −18  |
| 14.º | Berazategui              | 32   | 38 | 9  | 14 | 15 | 52  | 64 | −12  |
| 15.º | Defensores de Cambaceres | 32   | 38 | 12 | 8  | 18 | 59  | 84 | −25  |
| 16.º | Colegiales               | 28   | 38 | 9  | 10 | 19 | 58  | 70 | −12  |
| 17.º | Luján                    | 25   | 38 | 9  | 7  | 22 | 43  | 81 | −38  |
| 18.º | General Lamadrid         | 25   | 38 | 9  | 7  | 22 | 38  | 78 | −40  |
| 19.º | Fénix                    | 19   | 38 | 5  | 9  | 24 | 44  | 84 | −40  |
| 20.º | Liniers                  | 15   | 38 | 3  | 9  | 26 | 34  | 94 | −60  |

|  | Se consagró campeón y ascendió a la Primera B |
|  | Descendió a la Primera D                      |

## Resultados
| Excursionistas      | 0 - 0 | Comunicaciones           | Pampa y Miñones      | 4 de febrero |
| Central Córdoba (R) | 1 - 0 | General Lamadrid         | Gabino Sosa          | 4 de febrero |
| Luján               | 2 - 1 | Colegiales               | Municipal de Luján   | 4 de febrero |
| Dock Sud            | 0 - 1 | Deportivo Morón          | De Los Inmigrantes   | 4 de febrero |
| Liniers             | 0 - 3 | Defensores de Cambaceres | Francisco Urbano     | 4 de febrero |
| Defensores Unidos   | 4 - 1 | Deportivo Riestra        | Gigante de Villa Fox | 4 de febrero |
| Deportivo Español   | 1 - 1 | Argentino de Rosario     | Tomás A. Ducó        | 4 de febrero |
| Talleres (RE)       | 3 - 1 | Fénix                    | Timote y Castro      | 4 de febrero |
| Berazategui         | 4 - 4 | Deportivo Merlo          | Berazategui          | 4 de febrero |
| Barracas Central    | 4 - 3 | Tristán Suárez           | Olavarría y Luna     | 15 de marzo  |

| Deportivo Merlo          | 0 - 1 | Talleres (RE)       | Ingeniero Huergo y Ramallo       | 11 de febrero |
| Fénix                    | 1 - 4 | Deportivo Español   | Estadio de Estadio de Colegiales | 11 de febrero |
| Argentino de Rosario     | 2 - 0 | Defensores Unidos   | José Martín Olaeta               | 11 de febrero |
| Deportivo Riestra        | 3 - 2 | Liniers             | Riestra y Lacarra                | 11 de febrero |
| Defensores de Cambaceres | 1 - 1 | Dock Sud            | Camino Rivadavia y Quintana      | 11 de febrero |
| Deportivo Morón          | 3 - 0 | Luján               | Francisco Urbano                 | 11 de febrero |
| Colegiales               | 1 - 1 | Central Córdoba (R) | Malaver y Posadas                | 11 de febrero |
| General Lamadrid         | 3 - 1 | Excursionistas      | All Boys                         | 11 de febrero |
| Comunicaciones           | 2 - 2 | Tristán Suárez      | Tres de Febrero                  | 11 de febrero |
| Berazategui              | 1 - 0 | Barracas Central    | Berazategui                      | 23 de marzo   |

| Tristán Suárez      | 2 - 1 | General Lamadrid         | Moreno y Fariña      | 18 de febrero |
| Excursionistas      | 1 - 4 | Colegiales               | Pampa y Miñones      | 18 de febrero |
| Central Córdoba (R) | 0 - 2 | Deportivo Morón          | Gabino Sosa          | 18 de febrero |
| Luján               | 4 - 2 | Defensores de Cambaceres | Municipal de Luján   | 18 de febrero |
| Dock Sud            | 0 - 1 | Deportivo Riestra        | De Los Inmigrantes   | 18 de febrero |
| Liniers             | 1 - 1 | Argentino de Rosario     | Francisco Urbano     | 18 de febrero |
| Defensores Unidos   | 8 - 0 | Fénix                    | Gigante de Villa Fox | 18 de febrero |
| Deportivo Español   | 2 - 0 | Deportivo Merlo          | Riestra y Lacarra    | 18 de febrero |
| Talleres (RE)       | 4 - 2 | Berazategui              | Timote y Castro      | 18 de febrero |
| Barracas Central    | 0 - 1 | Comunicaciones           | Olavarría y Luna     | 28 de marzo   |

| Berazategui              | 0 - 3 | Deportivo Español   | Timote y Castro                  | 25 de febrero |
| Deportivo Merlo          | 1 - 1 | Defensores Unidos   | Ingeniero Huergo y Ramallo       | 25 de febrero |
| Fénix                    | 4 - 1 | Liniers             | Estadio de Estadio de Colegiales | 25 de febrero |
| Argentino de Rosario     | 2 - 2 | Dock Sud            | José Martín Olaeta               | 25 de febrero |
| Deportivo Riestra        | 3 - 0 | Luján               | Riestra y Lacarra                | 25 de febrero |
| Defensores de Cambaceres | 0 - 0 | Central Córdoba (R) | Camino Rivadavia y Quintana      | 25 de febrero |
| Deportivo Morón          | 4 - 1 | Excursionistas      | Francisco Urbano                 | 25 de febrero |
| Colegiales               | 1 - 4 | Tristán Suárez      | Malaver y Posadas                | 25 de febrero |
| General Lamadrid         | 0 - 3 | Comunicaciones      | All Boys                         | 25 de febrero |
| Talleres (RE)            | 1 - 0 | Barracas Central    | Timote y Castro                  | 4 de abril    |

| Comunicaciones      | 0 - 2 | Colegiales               | Tres de Febrero      | 4 de marzo  |
| Tristán Suárez      | 0 - 1 | Deportivo Morón          | Moreno y Fariña      | 4 de marzo  |
| Excursionistas      | 3 - 0 | Defensores de Cambaceres | Pampa y Miñones      | 4 de marzo  |
| Central Córdoba (R) | 4 - 0 | Deportivo Riestra        | Gabino Sosa          | 4 de marzo  |
| Luján               | 1 - 2 | Argentino de Rosario     | Municipal de Luján   | 4 de marzo  |
| Dock Sud            | 1 - 0 | Fénix                    | De Los Inmigrantes   | 4 de marzo  |
| Liniers             | 2 - 4 | Deportivo Merlo          | Francisco Urbano     | 4 de marzo  |
| Defensores Unidos   | 2 - 1 | Berazategui              | Gigante de Villa Fox | 4 de marzo  |
| Deportivo Español   | 0 - 0 | Talleres (RE)            | Tomás A. Ducó        | 4 de marzo  |
| Barracas Central    | 2 - 1 | General Lamadrid         | Olavarría y Luna     | 11 de abril |

| Talleres (RE)            | 4 - 1 | Defensores Unidos   | Timote y Castro                  | 11 de marzo |
| Berazategui              | 2 - 2 | Liniers             | Brown de Adrogué                 | 11 de marzo |
| Deportivo Merlo          | 4 - 4 | Dock Sud            | Ingeniero Huergo y Ramallo       | 11 de marzo |
| Fénix                    | 0 - 0 | Luján               | Estadio de Estadio de Colegiales | 11 de marzo |
| Argentino de Rosario     | 1 - 1 | Central Córdoba (R) | Gabino Sosa                      | 11 de marzo |
| Deportivo Riestra        | 1 - 2 | Excursionistas      | Riestra y Lacarra                | 11 de marzo |
| Defensores de Cambaceres | 2 - 3 | Tristán Suárez      | Camino Rivadavia y Quintana      | 11 de marzo |
| Deportivo Morón          | 2 - 0 | Comunicaciones      | Francisco Urbano                 | 11 de marzo |
| Colegiales               | 2 - 2 | General Lamadrid    | Malaver y Posadas                | 11 de marzo |
| Deportivo Español        | 2 - 2 | Barracas Central    | Tomás A. Ducó                    | 11 de marzo |

| General Lamadrid    | 3 - 4 | Deportivo Morón          | All Boys             | 21 de marzo |
| Comunicaciones      | 2 - 4 | Defensores de Cambaceres | Tres de Febrero      | 21 de marzo |
| Tristán Suárez      | 4 - 2 | Deportivo Riestra        | Moreno y Fariña      | 21 de marzo |
| Excursionistas      | 1 - 1 | Argentino de Rosario     | Pampa y Miñones      | 21 de marzo |
| Central Córdoba (R) | 2 - 1 | Fénix                    | Gabino Sosa          | 21 de marzo |
| Luján               | 1 - 3 | Deportivo Merlo          | Municipal de Luján   | 21 de marzo |
| Dock Sud            | 1 - 1 | Berazategui              | De Los Inmigrantes   | 21 de marzo |
| Liniers             | 1 - 4 | Talleres (RE)            | Francisco Urbano     | 21 de marzo |
| Defensores Unidos   | 1 - 2 | Deportivo Español        | Gigante de Villa Fox | 21 de marzo |
| Barracas Central    | 3 - 2 | Colegiales               | Olavarría y Luna     | 21 de marzo |

| Deportivo Español        | 3 - 1 | Liniers             | Tomás A. Ducó                    | 25 de marzo |
| Talleres (RE)            | 7 - 2 | Dock Sud            | Timote y Castro                  | 25 de marzo |
| Berazategui              | 1 - 1 | Luján               | Berazategui                      | 25 de marzo |
| Deportivo Merlo          | 0 - 0 | Central Córdoba (R) | Ingeniero Huergo y Ramallo       | 25 de marzo |
| Fénix                    | 0 - 2 | Excursionistas      | Estadio de Estadio de Colegiales | 25 de marzo |
| Argentino de Rosario     | 2 - 3 | Tristán Suárez      | José Martín Olaeta               | 25 de marzo |
| Deportivo Riestra        | 0 - 2 | Comunicaciones      | Riestra y Lacarra                | 25 de marzo |
| Defensores de Cambaceres | 2 - 2 | General Lamadrid    | Camino Rivadavia y Quintana      | 25 de marzo |
| Deportivo Morón          | 1 - 0 | Colegiales          | Francisco Urbano                 | 25 de marzo |
| Defensores Unidos        | 0 - 0 | Barracas Central    | Gigante de Villa Fox             | 25 de marzo |

| Colegiales          | 4 - 1 | Defensores de Cambaceres | Malaver y Posadas  | 1 de abril |
| General Lamadrid    | 3 - 2 | Deportivo Riestra        | All Boys           | 1 de abril |
| Comunicaciones      | 1 - 0 | Argentino de Rosario     | Tres de Febrero    | 1 de abril |
| Tristán Suárez      | 3 - 1 | Fénix                    | Moreno y Fariña    | 1 de abril |
| Excursionistas      | 1 - 0 | Deportivo Merlo          | Pampa y Miñones    | 1 de abril |
| Central Córdoba (R) | 2 - 1 | Berazategui              | Gabino Sosa        | 1 de abril |
| Luján               | 0 - 1 | Talleres (RE)            | Municipal de Luján | 1 de abril |
| Dock Sud            | 1 - 1 | Deportivo Español        | De Los Inmigrantes | 1 de abril |
| Liniers             | 1 - 1 | Defensores Unidos        | Francisco Urbano   | 1 de abril |
| Barracas Central    | 1 - 2 | Deportivo Morón          | Olavarría y Luna   | 1 de abril |

| Defensores Unidos        | 3 - 1 | Dock Sud            | Gigante de Villa Fox             | 8 de abril |
| Deportivo Español        | 2 - 0 | Luján               | Tomás A. Ducó                    | 8 de abril |
| Talleres (RE)            | 1 - 1 | Central Córdoba (R) | Timote y Castro                  | 8 de abril |
| Berazategui              | 1 - 1 | Excursionistas      | Berazategui                      | 8 de abril |
| Deportivo Merlo          | 4 - 2 | Tristán Suárez      | Ingeniero Huergo y Ramallo       | 8 de abril |
| Fénix                    | 1 - 3 | Comunicaciones      | Estadio de Estadio de Colegiales | 8 de abril |
| Argentino de Rosario     | 3 - 0 | General Lamadrid    | José Martín Olaeta               | 8 de abril |
| Deportivo Riestra        | 3 - 3 | Colegiales          | Riestra y Lacarra                | 8 de abril |
| Defensores de Cambaceres | 2 - 2 | Deportivo Morón     | Camino Rivadavia y Quintana      | 8 de abril |
| Liniers                  | 0 - 2 | Barracas Central    | Francisco Urbano                 | 8 de abril |

| Deportivo Morón     | 0 - 0 | Deportivo Riestra        | Francisco Urbano   | 15 de abril |
| Colegiales          | 3 - 2 | Argentino de Rosario     | Malaver y Posadas  | 15 de abril |
| General Lamadrid    | 4 - 0 | Fénix                    | All Boys           | 15 de abril |
| Comunicaciones      | 0 - 1 | Deportivo Merlo          | Tres de Febrero    | 15 de abril |
| Tristán Suárez      | 2 - 4 | Berazategui              | Moreno y Fariña    | 15 de abril |
| Excursionistas      | 3 - 2 | Talleres (RE)            | Pampa y Miñones    | 15 de abril |
| Central Córdoba (R) | 5 - 2 | Deportivo Español        | Gabino Sosa        | 15 de abril |
| Luján               | 1 - 4 | Defensores Unidos        | Municipal de Luján | 15 de abril |
| Dock Sud            | 3 - 0 | Liniers                  | De Los Inmigrantes | 15 de abril |
| Barracas Central    | 1 - 0 | Defensores de Cambaceres | Olavarría y Luna   | 15 de abril |

| Liniers              | 0 - 2 | Luján                    | Francisco Urbano                 | 22 de abril |
| Defensores Unidos    | 2 - 0 | Central Córdoba (R)      | Gigante de Villa Fox             | 22 de abril |
| Deportivo Español    | 2 - 1 | Excursionistas           | Tomás A. Ducó                    | 22 de abril |
| Talleres (RE)        | 2 - 1 | Tristán Suárez           | Timote y Castro                  | 22 de abril |
| Berazategui          | 0 - 2 | Comunicaciones           | Berazategui                      | 22 de abril |
| Deportivo Merlo      | 3 - 1 | General Lamadrid         | Ingeniero Huergo y Ramallo       | 22 de abril |
| Fénix                | 2 - 4 | Colegiales               | Estadio de Estadio de Colegiales | 22 de abril |
| Argentino de Rosario | 1 - 1 | Deportivo Morón          | José Martín Olaeta               | 22 de abril |
| Deportivo Riestra    | 3 - 0 | Defensores de Cambaceres | Riestra y Lacarra                | 22 de abril |
| Dock Sud             | 1 - 3 | Barracas Central         | De Los Inmigrantes               | 22 de abril |

| Defensores de Cambaceres | 2 - 1 | Argentino de Rosario | Camino Rivadavia y Quintana | 29 de abril |
| Deportivo Morón          | 2 - 0 | Fénix                | Francisco Urbano            | 29 de abril |
| Colegiales               | 1 - 1 | Deportivo Merlo      | Malaver y Posadas           | 29 de abril |
| General Lamadrid         | 1 - 2 | Berazategui          | All Boys                    | 29 de abril |
| Comunicaciones           | 0 - 4 | Talleres (RE)        | Tres de Febrero             | 29 de abril |
| Tristán Suárez           | 2 - 2 | Deportivo Español    | Moreno y Fariña             | 29 de abril |
| Excursionistas           | 2 - 1 | Defensores Unidos    | Pampa y Miñones             | 29 de abril |
| Central Córdoba (R)      | 1 - 0 | Liniers              | Gabino Sosa                 | 29 de abril |
| Luján                    | 3 - 1 | Dock Sud             | Municipal de Luján          | 29 de abril |
| Barracas Central         | 2 - 0 | Deportivo Riestra    | Olavarría y Luna            | 29 de abril |

| Dock Sud             | 0 - 3 | Central Córdoba (R)      | De Los Inmigrantes         | 6 de mayo |
| Liniers              | 1 - 1 | Excursionistas           | Francisco Urbano           | 6 de mayo |
| Defensores Unidos    | 3 - 1 | Tristán Suárez           | Gigante de Villa Fox       | 6 de mayo |
| Deportivo Español    | 3 - 1 | Comunicaciones           | Tomás A. Ducó              | 6 de mayo |
| Talleres (RE)        | 4 - 0 | General Lamadrid         | Timote y Castro            | 6 de mayo |
| Berazategui          | 1 - 1 | Colegiales               | Berazategui                | 6 de mayo |
| Deportivo Merlo      | 2 - 3 | Deportivo Morón          | Ingeniero Huergo y Ramallo | 6 de mayo |
| Fénix                | 1 - 1 | Defensores de Cambaceres | Estadio de Colegiales      | 6 de mayo |
| Argentino de Rosario | 5 - 0 | Deportivo Riestra        | José Martín Olaeta         | 6 de mayo |
| Luján                | 0 - 0 | Barracas Central         | Municipal de Luján         | 6 de mayo |

| Deportivo Riestra        | 5 - 4 | Fénix                | Riestra y Lacarra           | 13 de mayo |
| Defensores de Cambaceres | 0 - 5 | Deportivo Merlo      | Camino Rivadavia y Quintana | 13 de mayo |
| Deportivo Morón          | 1 - 2 | Berazategui          | Francisco Urbano            | 13 de mayo |
| Colegiales               | 1 - 2 | Talleres (RE)        | Malaver y Posadas           | 13 de mayo |
| General Lamadrid         | 0 - 2 | Deportivo Español    | All Boys                    | 13 de mayo |
| Comunicaciones           | 2 - 2 | Defensores Unidos    | Tres de Febrero             | 13 de mayo |
| Excursionistas           | 3 - 0 | Dock Sud             | Pampa y Miñones             | 13 de mayo |
| Central Córdoba (R)      | 4 - 0 | Luján                | Gabino Sosa                 | 13 de mayo |
| Tristán Suárez           | 2 - 1 | Liniers              | Moreno y Fariña             | 13 de mayo |
| Barracas Central         | 1 - 0 | Argentino de Rosario | Olavarría y Luna            | 13 de mayo |

| Luján               | 0 - 4 | Excursionistas           | Municipal de Luján         | 20 de mayo |
| Dock Sud            | 2 - 2 | Tristán Suárez           | De Los Inmigrantes         | 20 de mayo |
| Liniers             | 2 - 1 | Comunicaciones           | Francisco Urbano           | 20 de mayo |
| Defensores Unidos   | 2 - 0 | General Lamadrid         | Gigante de Villa Fox       | 20 de mayo |
| Deportivo Español   | 3 - 0 | Colegiales               | Tomás A. Ducó              | 20 de mayo |
| Talleres (RE)       | 3 - 0 | Deportivo Morón          | Timote y Castro            | 20 de mayo |
| Berazategui         | 2 - 3 | Defensores de Cambaceres | Berazategui                | 20 de mayo |
| Deportivo Merlo     | 3 - 1 | Deportivo Riestra        | Ingeniero Huergo y Ramallo | 20 de mayo |
| Fénix               | 3 - 1 | Argentino de Rosario     | Estadio de Colegiales      | 20 de mayo |
| Central Córdoba (R) | 1 - 2 | Barracas Central         | Gabino Sosa                | 20 de mayo |

| Argentino de Rosario     | 2 - 2 | Deportivo Merlo     | José Martín Olaeta          | 1 de julio |
| Deportivo Riestra        | 1 - 3 | Berazategui         | Riestra y Lacarra           | 1 de julio |
| Defensores de Cambaceres | 3 - 8 | Talleres (RE)       | Camino Rivadavia y Quintana | 1 de julio |
| General Lamadrid         | 2 - 1 | Liniers             | All Boys                    | 1 de julio |
| Comunicaciones           | 2 - 0 | Dock Sud            | Tres de Febrero             | 1 de julio |
| Tristán Suárez           | 4 - 0 | Luján               | Moreno y Fariña             | 1 de julio |
| Excursionistas           | 5 - 2 | Central Córdoba (R) | Pampa y Miñones             | 1 de julio |
| Barracas Central         | 1 - 1 | Fénix               | Olavarría y Luna            | 1 de julio |
| Deportivo Morón          | 2 - 1 | Deportivo Español   | Francisco Urbano            | 1 de julio |
| Colegiales               | 3 - 2 | Defensores Unidos   | Malaver y Posadas           | 1 de julio |

| Defensores Unidos   | 1 - 1 | Deportivo Morón          | Gigante de Villa Fox       | 9 de julio  |
| Berazategui         | 5 - 1 | Argentino de Rosario     | Berazategui                | 19 de julio |
| Central Córdoba (R) | 2 - 0 | Tristán Suárez           | Gabino Sosa                | 19 de julio |
| Luján               | 1 - 3 | Comunicaciones           | Municipal de Luján         | 19 de julio |
| Dock Sud            | 2 - 0 | General Lamadrid         | De Los Inmigrantes         | 19 de julio |
| Liniers             | 3 - 2 | Colegiales               | Francisco Urbano           | 19 de julio |
| Deportivo Español   | 3 - 0 | Defensores de Cambaceres | Tomás A. Ducó              | 19 de julio |
| Talleres (RE)       | 3 - 0 | Deportivo Riestra        | Timote y Castro            | 19 de julio |
| Deportivo Merlo     | 3 - 2 | Fénix                    | Ingeniero Huergo y Ramallo | 19 de julio |
| Excursionistas      | 4 - 0 | Barracas Central         | Pampa y Miñones            | 19 de julio |

| Fénix                    | 4 - 1 | Berazategui         | Pampa y Miñones             | 15 de julio |
| Argentino de Rosario     | 1 - 1 | Talleres (RE)       | José Martín Olaeta          | 15 de julio |
| Deportivo Riestra        | 1 - 3 | Deportivo Español   | Riestra y Lacarra           | 15 de julio |
| Defensores de Cambaceres | 2 - 1 | Defensores Unidos   | Camino Rivadavia y Quintana | 15 de julio |
| Deportivo Morón          | 5 - 1 | Liniers             | Francisco Urbano            | 15 de julio |
| Colegiales               | 1 - 3 | Dock Sud            | Malaver y Posadas           | 15 de julio |
| General Lamadrid         | 0 - 1 | Luján               | All Boys                    | 15 de julio |
| Comunicaciones           | 0 - 0 | Central Córdoba (R) | Tres de Febrero             | 15 de julio |
| Tristán Suárez           | 2 - 2 | Excursionistas      | Moreno y Fariña             | 15 de julio |
| Barracas Central         | 0 - 0 | Deportivo Merlo     | Olavarría y Luna            | 15 de julio |

| Comunicaciones           | 0 - 2 | Excursionistas      | All Boys                    | 22 de julio |
| General Lamadrid         | 0 - 2 | Central Córdoba (R) | Tres de Febrero             | 22 de julio |
| Colegiales               | 3 - 1 | Luján               | Malaver y Posadas           | 22 de julio |
| Tristán Suárez           | 1 - 1 | Barracas Central    | Moreno y Fariña             | 22 de julio |
| Deportivo Morón          | 1 - 0 | Dock Sud            | Francisco Urbano            | 22 de julio |
| Defensores de Cambaceres | 2 - 0 | Liniers             | Camino Rivadavia y Quintana | 22 de julio |
| Deportivo Riestra        | 0 - 0 | Defensores Unidos   | Riestra y Lacarra           | 22 de julio |
| Argentino de Rosario     | 1 - 2 | Deportivo Español   | José Martín Olaeta          | 22 de julio |
| Fénix                    | 0 - 4 | Talleres (RE)       | Pampa y Miñones             | 22 de julio |
| Deportivo Merlo          | 1 - 0 | Berazategui         | Ingeniero Huergo y Ramallo  | 22 de julio |

| Talleres (RE)       | 3 - 1 | Deportivo Merlo          | Timote y Castro      | 29 de julio |
| Deportivo Español   | 4 - 2 | Fénix                    | Tomás A. Ducó        | 29 de julio |
| Defensores Unidos   | 1 - 2 | Argentino de Rosario     | Gigante de Villa Fox | 29 de julio |
| Barracas Central    | 0 - 2 | Berazategui              | Olavarría y Luna     | 29 de julio |
| Liniers             | 2 - 3 | Deportivo Riestra        | Francisco Urbano     | 29 de julio |
| Dock Sud            | 2 - 3 | Defensores de Cambaceres | De Los Inmigrantes   | 29 de julio |
| Luján               | 0 - 2 | Deportivo Morón          | Municipal de Luján   | 29 de julio |
| Central Córdoba (R) | 2 - 0 | Colegiales               | Gabino Sosa          | 29 de julio |
| Excursionistas      | 9 - 0 | General Lamadrid         | Pampa y Miñones      | 29 de julio |
| Tristán Suárez      | 2 - 0 | Comunicaciones           | Moreno y Fariña      | 29 de julio |

| General Lamadrid         | 1 - 1 | Tristán Suárez      | All Boys                    | 5 de agosto |
| Colegiales               | 1 - 2 | Excursionistas      | Malaver y Posadas           | 5 de agosto |
| Deportivo Morón          | 1 - 2 | Central Córdoba (R) | Francisco Urbano            | 5 de agosto |
| Defensores de Cambaceres | 4 - 1 | Luján               | Camino Rivadavia y Quintana | 5 de agosto |
| Deportivo Riestra        | 1 - 0 | Dock Sud            | Riestra y Lacarra           | 5 de agosto |
| Argentino de Rosario     | 0 - 0 | Liniers             | José Martín Olaeta          | 5 de agosto |
| Fénix                    | 1 - 0 | Defensores Unidos   | Pampa y Miñones             | 5 de agosto |
| Deportivo Merlo          | 1 - 0 | Deportivo Español   | Ingeniero Huergo y Ramallo  | 5 de agosto |
| Berazategui              | 0 - 1 | Talleres (RE)       | Berazategui                 | 5 de agosto |
| Comunicaciones           | 2 - 4 | Barracas Central    | Tres de Febrero             | 5 de agosto |

| Deportivo Español   | 2 - 2 | Berazategui              | Riestra y Lacarra    | 13 de agosto |
| Defensores Unidos   | 0 - 0 | Deportivo Merlo          | Gigante de Villa Fox | 13 de agosto |
| Liniers             | 0 - 0 | Fénix                    | Francisco Urbano     | 13 de agosto |
| Dock Sud            | 0 - 2 | Argentino de Rosario     | De Los Inmigrantes   | 13 de agosto |
| Luján               | 2 - 1 | Deportivo Riestra        | Municipal de Luján   | 13 de agosto |
| Central Córdoba (R) | 0 - 0 | Defensores de Cambaceres | Gabino Sosa          | 13 de agosto |
| Excursionistas      | 0 - 1 | Deportivo Morón          | Pampa y Miñones      | 13 de agosto |
| Tristán Suárez      | 3 - 2 | Colegiales               | Moreno y Fariña      | 13 de agosto |
| Comunicaciones      | 1 - 1 | General Lamadrid         | Tres de Febrero      | 13 de agosto |
| Barracas Central    | 0 - 0 | Talleres (RE)            | Olavarría y Luna     | 13 de agosto |

| Colegiales               | 0 - 0 | Comunicaciones      | Malaver y Posadas           | 19 de agosto |
| Deportivo Morón          | 1 - 1 | Tristán Suárez      | Francisco Urbano            | 19 de agosto |
| Defensores de Cambaceres | 2 - 0 | Excursionistas      | Camino Rivadavia y Quintana | 19 de agosto |
| Deportivo Riestra        | 1 - 0 | Central Córdoba (R) | Riestra y Lacarra           | 19 de agosto |
| Argentino de Rosario     | 4 - 3 | Luján               | José Martín Olaeta          | 19 de agosto |
| Fénix                    | 0 - 2 | Dock Sud            | Pampa y Miñones             | 19 de agosto |
| Deportivo Merlo          | 3 - 0 | Liniers             | Ingeniero Huergo y Ramallo  | 19 de agosto |
| Berazategui              | 1 - 1 | Defensores Unidos   | Berazategui                 | 19 de agosto |
| Talleres (RE)            | 1 - 0 | Deportivo Español   | Timote y Castro             | 19 de agosto |
| General Lamadrid         | 1 - 1 | Barracas Central    | Enrique Sexto               | 19 de agosto |

| Defensores Unidos   | 2 - 5 | Talleres (RE)            | Gigante de Villa Fox | 26 de agosto |
| Liniers             | 2 - 0 | Berazategui              | Francisco Urbano     | 26 de agosto |
| Dock Sud            | 1 - 1 | Deportivo Merlo          | De Los Inmigrantes   | 26 de agosto |
| Luján               | 2 - 1 | Fénix                    | Municipal de Luján   | 26 de agosto |
| Central Córdoba (R) | 1 - 1 | Argentino de Rosario     | Gabino Sosa          | 26 de agosto |
| Excursionistas      | 2 - 0 | Deportivo Riestra        | Pampa y Miñones      | 26 de agosto |
| Tristán Suárez      | 2 - 0 | Defensores de Cambaceres | Moreno y Fariña      | 26 de agosto |
| Comunicaciones      | 0 - 1 | Deportivo Morón          | Alfredo Ramos        | 26 de agosto |
| General Lamadrid    | 1 - 0 | Colegiales               | Enrique Sexto        | 26 de agosto |
| Barracas Central    | 1 - 3 | Deportivo Español        | Olavarría y Luna     | 26 de agosto |

| Deportivo Morón          | 6 - 1 | General Lamadrid    | Francisco Urbano            | 2 de septiembre |
| Defensores de Cambaceres | 2 - 2 | Comunicaciones      | Camino Rivadavia y Quintana | 2 de septiembre |
| Deportivo Riestra        | 1 - 0 | Tristán Suárez      | Riestra y Lacarra           | 2 de septiembre |
| Argentino de Rosario     | 1 - 1 | Excursionistas      | José Martín Olaeta          | 2 de septiembre |
| Fénix                    | 1 - 1 | Central Córdoba (R) | Pampa y Miñones             | 2 de septiembre |
| Deportivo Merlo          | 3 - 2 | Luján               | Ingeniero Huergo y Ramallo  | 2 de septiembre |
| Berazategui              | 0 - 0 | Dock Sud            | Berazategui                 | 2 de septiembre |
| Talleres (RE)            | 4 - 0 | Liniers             | Timote y Castro             | 2 de septiembre |
| Deportivo Español        | 1 - 0 | Defensores Unidos   | Tomás A. Ducó               | 2 de septiembre |
| Colegiales               | 0 - 2 | Barracas Central    | Malaver y Posadas           | 2 de septiembre |

| Liniers             | 1 - 4 | Deportivo Español        | Francisco Urbano   | 9 de septiembre |
| Dock Sud            | 1 - 3 | Talleres (RE)            | De Los Inmigrantes | 9 de septiembre |
| Luján               | 1 - 3 | Berazategui              | Municipal de Luján | 9 de septiembre |
| Central Córdoba (R) | 0 - 0 | Deportivo Merlo          | Gabino Sosa        | 9 de septiembre |
| Excursionistas      | 2 - 1 | Fénix                    | Pampa y Miñones    | 9 de septiembre |
| Tristán Suárez      | 3 - 1 | Argentino de Rosario     | Moreno y Fariña    | 9 de septiembre |
| Comunicaciones      | 0 - 1 | Deportivo Riestra        | Alfredo Ramos      | 9 de septiembre |
| General Lamadrid    | 2 - 1 | Defensores de Cambaceres | Enrique Sexto      | 9 de septiembre |
| Colegiales          | 0 - 1 | Deportivo Morón          | Malaver y Posadas  | 9 de septiembre |
| Barracas Central    | 4 - 2 | Defensores Unidos        | Olavarría y Luna   | 9 de septiembre |

| Defensores de Cambaceres | 1 - 0 | Colegiales          | Camino Rivadavia y Quintana | 16 de septiembre |
| Deportivo Riestra        | 3 - 1 | General Lamadrid    | Riestra y Lacarra           | 16 de septiembre |
| Argentino de Rosario     | 2 - 1 | Comunicaciones      | José Martín Olaeta          | 16 de septiembre |
| Fénix                    | 2 - 2 | Tristán Suárez      | Pampa y Miñones             | 16 de septiembre |
| Deportivo Merlo          | 3 - 4 | Excursionistas      | Ingeniero Huergo y Ramallo  | 16 de septiembre |
| Berazategui              | 1 - 3 | Central Córdoba (R) | Berazategui                 | 16 de septiembre |
| Talleres (RE)            | 7 - 2 | Luján               | Timote y Castro             | 16 de septiembre |
| Deportivo Español        | 1 - 1 | Dock Sud            | Tomás A. Ducó               | 16 de septiembre |
| Defensores Unidos        | 5 - 2 | Liniers             | Gigante de Villa Fox        | 16 de septiembre |
| Deportivo Morón          | 2 - 2 | Barracas Central    | Francisco Urbano            | 16 de septiembre |

| Dock Sud            | 2 - 1 | Defensores Unidos        | De Los Inmigrantes | 23 de septiembre |
| Luján               | 2 - 3 | Deportivo Español        | Municipal de Luján | 23 de septiembre |
| Central Córdoba (R) | 1 - 3 | Talleres (RE)            | Gabino Sosa        | 23 de septiembre |
| Excursionistas      | 1 - 1 | Berazategui              | Pampa y Miñones    | 23 de septiembre |
| Tristán Suárez      | 1 - 3 | Deportivo Merlo          | Moreno y Fariña    | 23 de septiembre |
| Comunicaciones      | 0 - 3 | Fénix                    | Alfredo Ramos      | 23 de septiembre |
| General Lamadrid    | 0 - 0 | Argentino de Rosario     | Enrique Sexto      | 23 de septiembre |
| Colegiales          | 3 - 3 | Deportivo Riestra        | Malaver y Posadas  | 23 de septiembre |
| Deportivo Morón     | 2 - 0 | Defensores de Cambaceres | Francisco Urbano   | 23 de septiembre |
| Barracas Central    | 3 - 0 | Liniers                  | Olavarría y Luna   | 23 de septiembre |

| Deportivo Riestra        | 2 - 3 | Deportivo Morón     | Riestra y Lacarra           | 30 de septiembre |
| Argentino de Rosario     | 2 - 1 | Colegiales          | José Martín Olaeta          | 30 de septiembre |
| Fénix                    | 0 - 1 | General Lamadrid    | Pampa y Miñones             | 30 de septiembre |
| Deportivo Merlo          | 1 - 3 | Comunicaciones      | Ingeniero Huergo y Ramallo  | 30 de septiembre |
| Berazategui              | 2 - 2 | Tristán Suárez      | Berazategui                 | 30 de septiembre |
| Talleres (RE)            | 3 - 2 | Excursionistas      | Timote y Castro             | 30 de septiembre |
| Deportivo Español        | 1 - 1 | Central Córdoba (R) | Tomás A. Ducó               | 30 de septiembre |
| Defensores Unidos        | 2 - 0 | Luján               | Gigante de Villa Fox        | 30 de septiembre |
| Liniers                  | 1 - 3 | Dock Sud            | Francisco Urbano            | 30 de septiembre |
| Defensores de Cambaceres | 1 - 2 | Barracas Central    | Camino Rivadavia y Quintana | 30 de septiembre |

| Luján                    | 1 - 1 | Liniers              | Municipal de Luján          | 7 de octubre  |
| Central Córdoba (R)      | 1 - 0 | Defensores Unidos    | Gabino Sosa                 | 7 de octubre  |
| Excursionistas           | 0 - 0 | Deportivo Español    | Pampa y Miñones             | 7 de octubre  |
| Tristán Suárez           | 2 - 3 | Talleres (RE)        | Moreno y Fariña             | 7 de octubre  |
| Comunicaciones           | 4 - 1 | Berazategui          | Tres de Febrero             | 7 de octubre  |
| General Lamadrid         | 0 - 1 | Deportivo Merlo      | Enrique Sexto               | 7 de octubre  |
| Colegiales               | 2 - 1 | Fénix                | Malaver y Posadas           | 7 de octubre  |
| Deportivo Morón          | 3 - 2 | Argentino de Rosario | Francisco Urbano            | 7 de octubre  |
| Defensores de Cambaceres | 1 - 2 | Deportivo Riestra    | Camino Rivadavia y Quintana | 7 de octubre  |
| Barracas Central         | 0 - 1 | Dock Sud             | Olavarría y Luna            | 10 de octubre |

| Argentino de Rosario | 4 - 0 | Defensores de Cambaceres | José Martín Olaeta         | 15 de octubre |
| Fénix                | 1 - 3 | Deportivo Morón          | Pampa y Miñones            | 15 de octubre |
| Deportivo Merlo      | 2 - 0 | Colegiales               | Ingeniero Huergo y Ramallo | 15 de octubre |
| Berazategui          | 0 - 2 | General Lamadrid         | Berazategui                | 15 de octubre |
| Talleres (RE)        | 3 - 0 | Comunicaciones           | Timote y Castro            | 15 de octubre |
| Deportivo Español    | 2 - 1 | Tristán Suárez           | Tomás A. Ducó              | 15 de octubre |
| Defensores Unidos    | 4 - 2 | Excursionistas           | Gigante de Villa Fox       | 15 de octubre |
| Liniers              | 0 - 2 | Central Córdoba (R)      | Francisco Urbano           | 15 de octubre |
| Dock Sud             | 2 - 1 | Luján                    | De Los Inmigrantes         | 15 de octubre |
| Deportivo Riestra    | 0 - 1 | Barracas Central         | Riestra y Lacarra          | 15 de octubre |

| Central Córdoba (R)      | 2 - 0 | Dock Sud             | Gabino Sosa                 | 21 de octubre |
| Excursionistas           | 4 - 0 | Liniers              | Pampa y Miñones             | 21 de octubre |
| Tristán Suárez           | 3 - 1 | Defensores Unidos    | Moreno y Fariña             | 21 de octubre |
| Comunicaciones           | 3 - 1 | Deportivo Español    | Alfredo Ramos               | 21 de octubre |
| General Lamadrid         | 1 - 6 | Talleres (RE)        | Enrique Sexto               | 21 de octubre |
| Colegiales               | 2 - 2 | Berazategui          | Malaver y Posadas           | 21 de octubre |
| Deportivo Morón          | 1 - 1 | Deportivo Merlo      | Francisco Urbano            | 21 de octubre |
| Defensores de Cambaceres | 6 - 1 | Fénix                | Camino Rivadavia y Quintana | 21 de octubre |
| Deportivo Riestra        | 2 - 3 | Argentino de Rosario | Riestra y Lacarra           | 21 de octubre |
| Barracas Central         | 1 - 2 | Luján                | Olavarría y Luna            | 21 de octubre |

| Fénix                | 0 - 0 | Deportivo Riestra        | Pampa y Miñones            | 28 de octubre |
| Deportivo Merlo      | 2 - 1 | Defensores de Cambaceres | Ingeniero Huergo y Ramallo | 28 de octubre |
| Berazategui          | 1 - 0 | Deportivo Morón          | Berazategui                | 28 de octubre |
| Talleres (RE)        | 5 - 0 | Colegiales               | Timote y Castro            | 28 de octubre |
| Deportivo Español    | 4 - 0 | General Lamadrid         | Tomás A. Ducó              | 28 de octubre |
| Defensores Unidos    | 1 - 1 | Comunicaciones           | Gigante de Villa Fox       | 28 de octubre |
| Dock Sud             | 0 - 2 | Excursionistas           | De Los Inmigrantes         | 28 de octubre |
| Luján                | 3 - 3 | Central Córdoba (R)      | Municipal de Luján         | 28 de octubre |
| Liniers              | 3 - 3 | Tristán Suárez           | Francisco Urbano           | 28 de octubre |
| Argentino de Rosario | 1 - 1 | Barracas Central         | José Martín Olaeta         | 28 de octubre |

| Excursionistas           | 1 - 0 | Luján               | Pampa y Miñones             | 4 de noviembre |
| Tristán Suárez           | 1 - 1 | Dock Sud            | Moreno y Fariña             | 4 de noviembre |
| Comunicaciones           | 1 - 1 | Liniers             | Alfredo Ramos               | 4 de noviembre |
| General Lamadrid         | 0 - 0 | Defensores Unidos   | Enrique Sexto               | 4 de noviembre |
| Colegiales               | 1 - 2 | Deportivo Español   | Malaver y Posadas           | 4 de noviembre |
| Deportivo Morón          | 1 - 0 | Talleres (RE)       | Francisco Urbano            | 4 de noviembre |
| Defensores de Cambaceres | 3 - 0 | Berazategui         | Camino Rivadavia y Quintana | 4 de noviembre |
| Deportivo Riestra        | 1 - 1 | Deportivo Merlo     | Riestra y Lacarra           | 4 de noviembre |
| Argentino de Rosario     | 1 - 1 | Fénix               | José Martín Olaeta          | 4 de noviembre |
| Barracas Central         | 0 - 2 | Central Córdoba (R) | Olavarría y Luna            | 4 de noviembre |

| Deportivo Merlo     | 3 - 3 | Argentino de Rosario     | Ingeniero Huergo y Ramallo | 11 de noviembre |
| Berazategui         | 0 - 0 | Deportivo Riestra        | Berazategui                | 11 de noviembre |
| Talleres (RE)       | 7 - 0 | Defensores de Cambaceres | Timote y Castro            | 11 de noviembre |
| Liniers             | 1 - 2 | General Lamadrid         | Francisco Urbano           | 11 de noviembre |
| Dock Sud            | 2 - 0 | Comunicaciones           | De Los Inmigrantes         | 11 de noviembre |
| Luján               | 1 - 1 | Tristán Suárez           | Municipal de Luján         | 11 de noviembre |
| Central Córdoba (R) | 0 - 0 | Excursionistas           | Gabino Sosa                | 11 de noviembre |
| Fénix               | 0 - 1 | Barracas Central         | Pampa y Miñones            | 11 de noviembre |
| Deportivo Español   | 0 - 0 | Deportivo Morón          | Riestra y Lacarra          | 11 de noviembre |
| Defensores Unidos   | 1 - 1 | Colegiales               | Gigante de Villa Fox       | 11 de noviembre |

| Argentino de Rosario     | 2 - 1 | Berazategui         | José Martín Olaeta          | 18 de noviembre |
| Tristán Suárez           | 1 - 0 | Central Córdoba (R) | Moreno y Fariña             | 18 de noviembre |
| Comunicaciones           | 0 - 0 | Luján               | Alfredo Ramos               | 18 de noviembre |
| General Lamadrid         | 0 - 1 | Dock Sud            | Enrique Sexto               | 18 de noviembre |
| Colegiales               | 4 - 0 | Liniers             | Malaver y Posadas           | 18 de noviembre |
| Deportivo Morón          | 4 - 3 | Defensores Unidos   | Francisco Urbano            | 18 de noviembre |
| Defensores de Cambaceres | 2 - 2 | Deportivo Español   | Camino Rivadavia y Quintana | 18 de noviembre |
| Deportivo Riestra        | 0 - 1 | Talleres (RE)       | Riestra y Lacarra           | 18 de noviembre |
| Fénix                    | 2 - 3 | Deportivo Merlo     | Pampa y Miñones             | 18 de noviembre |
| Barracas Central         | 1 - 1 | Excursionistas      | Olavarría y Luna            | 18 de noviembre |

| Berazategui         | 1 - 1 | Fénix                    | Berazategui                | 25 de noviembre |
| Talleres (RE)       | 4 - 0 | Argentino de Rosario     | Timote y Castro            | 25 de noviembre |
| Deportivo Español   | 2 - 3 | Deportivo Riestra        | Riestra y Lacarra          | 25 de noviembre |
| Defensores Unidos   | 7 - 2 | Defensores de Cambaceres | Gigante de Villa Fox       | 25 de noviembre |
| Liniers             | 0 - 4 | Deportivo Morón          | Francisco Urbano           | 25 de noviembre |
| Dock Sud            | 2 - 2 | Colegiales               | De Los Inmigrantes         | 25 de noviembre |
| Luján               | 2 - 1 | General Lamadrid         | Municipal de Luján         | 25 de noviembre |
| Central Córdoba (R) | 2 - 2 | Comunicaciones           | Gabino Sosa                | 25 de noviembre |
| Excursionistas      | 0 - 2 | Tristán Suárez           | Pampa y Miñones            | 25 de noviembre |
| Deportivo Merlo     | 0 - 1 | Barracas Central         | Ingeniero Huergo y Ramallo | 25 de noviembre |

## Goleadores
| # | Nac.                 | Jugador        | Equipo                   | Goles |
| - | -------------------- | -------------- | ------------------------ | ----- |
| 1 | Bandera de Argentina | Héctor Sánchez | Defensores de Cambaceres | 25    |
| 2 | Bandera de Argentina | Carlos Lobo    | Berazategui              | 17    |